# Hanazuki (serie de televisión)
Hanazuki (estilizado como Han̈azüki; título original: Hanazuki: Full of Treasures) es una serie animada infantil estadounidense producida por Titmouse, Inc. para Allspark Animation, una división de Hasbro con Stephen Davis de Hasbro Studios y Chris Prynoski de Titmouse como productores ejecutivos. Hecha en conjunto con una línea de juguetes Hanazuki, se basa en personajes y conceptos desarrollados por Hanneke Metselaar y Niko Stumpo antes de que Hasbro los comprara en 2010. Ambientada en una galaxia ficticia que comprende innumerables lunas. La serie sigue a Hanazuki, una niña infantil, de la especie llamada Moonflower que usa sus poderes basados en la emoción para proteger su hogar de ser destruido por una fuerza oscura conocida como el "Big Bad".
La serie debutó en YouTube el 12 de enero de 2017, y se produjo junto con una línea de mercadería que se lanzará más tarde el mismo año, incluida una línea de juguetes y una aplicación digital. La serie de la web recibió elogios de los críticos, y realizó comparaciones favorables con otras series animadas como My Little Pony: La magia de la amistad y Steven Universe por su narración, estética visual y matices más oscuros. A partir de mayo de 2017, la serie ha acumulado más de 120 millones de visitas. La serie se ha renovado para una segunda temporada. También se está desarrollando una tercera temporada y un largometraje.
Hanazuki comenzó a transmitirse en Discovery Family el 1 de diciembre de 2018, marcando su debut televisado en Estados Unidos.

## Descripción
La serie está ambientada en una galaxia ficticia de lunas que está acosada por el "Big Bad", un miasma negro y entintado que drena la vida y el color de todo lo que toca. Cada luna está protegida por un Moonflower, un niño parecido a una planta que usa sus estados emocionales para activar los "tesoros" mágicos que proporciona un niño llamado Little Dreamer, que luego puede ser plantado para cultivar árboles que protegen a los Big Bad. La serie comienza con Hanazuki, una Moonflower recién nacida, que llega a una luna poblada por numerosos habitantes, incluidas coloridas criaturas con forma de conejo llamadas Hemka. Varios episodios se centran en las aventuras de Hanazuki y sus amigos a medida que aprende sobre sus responsabilidades y emociones, y termina con un árbol del tesoro de colores que se corresponde con su estado de ánimo en ese episodio. A medida que avanza la serie, Hanazuki se encuentra con otros Moonflowers que han fracasado en salvar sus propias lunas y tratan de aprender de Hanazuki para aprovechar adecuadamente sus poderes contra el Big Bad.

## Personajes
- Hanazuki
- Hemkas: Red Hemka, Yellow Hemka, Blue Hemka, Orange Hemka, Purple Hemka, Pink Hemka y Lime Green Hemka.
- Little Dreamer (Pequeño Soñador en España)
- Sleepy Unicorn (Unicornio Dormilón en España)
- Kiazuki
- Kiyoshi
- Maroshi
- Diamante Jones (Deslumbrante Jones en España)
- Twisted Unicorn (Unicornio Oscuro en España)
- Miyumi
- Chicken Plant
- Mirror Plant
- Doughy Bunington
- Basil Ganglia
- Carbón Enorme
- Depriva
- Axo

## Reparto
| Personaje        | Actor original (EE. UU.) | Actor de doblaje (Hispanoamérica)                                 | Actor de doblaje (España) |
| ---------------- | ------------------------ | ----------------------------------------------------------------- | ------------------------- |
| Hanazuki         | Jessica DiCicco          | Susana Moreno                                                     | Carmen López Pascual      |
| Little Dreamer   | Colleen O'Shaughnessey   | Diana Santos                                                      | Juan Antonio Soler        |
| Sleepy Unicorn   | Avery Kidd Waddell       | Jose Arenas (Temporada 1) Miguel de León (Temporada 2)            | Miguel Ángel Garzón       |
| Kiazuki          | Cassandra Morris         | Marisol Romero (Temporada 1) María Fernanda Morales (Temporada 2) | Belén Rodríguez           |
| Diamante Jones   | Avery Kidd Waddell       | Rick Loera (Temporada 1) Pascual Meza (Temporada 2)               | Jesús Alberto Pinillos    |
| Kiyoshi          | Vargus Mason             | Javier Olguin (Temporada 1) Armando Guerrero (Temporada 2)        | Pablo Sevilla             |
| Maroshi          | Marcus Toji              | Abraham Vega (Temporada 1) Alberto Bernal (Temporada 2)           | Adolfo Moreno             |
| Miyumi           | Elise Dubois             | Ximena de Anda                                                    | Adelaida López            |
| Doughy Bunington | Pat Fraley               | Eduardo Ramírez (Temporada 1) César Garduza (Temporada 2)         | Cholo Moratalla           |
| Basil Ganglia    | Trevor Devall            | Herman Emmanuel Gómez (Temporada 1) Joaquín López (Temporada 2)   | Nora Jiménez Candanedo    |
| Chicken Plant    | Alison Martín            | Gloria Obregón                                                    | Beatriz Berciano          |
| Mirror Plant     | Shondalia White          | Carla Castañeda                                                   | Javier Balas              |
| Twisted Unicorn  | Avery Kidd Waddell       | José Arenas                                                       | Fernando Hernández        |
| Carbón Enorme    | Dino Andrade             | Dan Frausto                                                       | Cristina Yuste            |
| Depriva          | Jennifer Hale            | Luz Menchaca                                                      | Isabel Fernández Avanthay |
| Axo              | Gary Anthony Williams    | Alejandro Ortega                                                  | Sara Polo                 |

## Desarrollo y producción
El concepto original de Hanazuki fue desarrollado por primera vez en 2005 como una línea de juguetes independiente por el director de arte noruego Niko Stumpo y su socio holandés, Hanneke Metselaar, bajo la auto-formada Hanazuki Company en los Países Bajos. Hasbro compró los derechos de la marca Hanazuki en 2010, y The Hanazuki Company pasó a llamarse Thisisarobot. En 2013, Hanazuki se estaba desarrollando como un juego interactivo para niños de 7 a 12 años, con una fecha de lanzamiento programada para el otoño de 2014. Se incluyó una vista previa de Hanazuki en el comunicado de prensa de los Estados Unidos de 2013 de Equestria Girls de Hasbro Studios. El 10 de enero de 2017, Hasbro anunció a Hanazuki como una serie web que se estrenaría en su canal de YouTube el 12 de enero.

## Lanzamiento
Lanzada a partir del 12 de enero de 2017 en el sitio web oficial de la propiedad y por el canal oficial de YouTube de Hasbro, la primera temporada consta de 27 episodios, con los primeros 18 lanzados en dos conjuntos de nueve de acuerdo con la luna llena del calendario lunar. Los nueve episodios restantes se lanzaron semanalmente del 19 de mayo al 14 de julio de 2017. La serie estaba disponible en varios idiomas. En 2018, Hasbro eliminó todos los episodios completos de su canal de YouTube luego de la decisión de transmitir la serie a través de las redes de televisión.
En Canadá, Hanazuki se emitió como un adelanto el 28 de enero de 2017 en Teletoon, Cartoon Network, YTV y Disney Channel, todos operados por Corus Entertainment.
En los Estados Unidos, Discovery Family comenzó a transmitir la primera temporada el 1 de diciembre de 2018.
Originalmente, se suponía que la temporada 2 se lanzaría en 2018, pero se retrasó hasta 2019.
La serie también hizo su debut en canales de televisión extranjeros como Pop en el Reino Unido, eToonz en Sudáfrica y Network Ten en Australia.
Se anunció una tercera temporada el 3 de agosto de 2017 durante el día del inversor y actualmente está en desarrollo, debido a que Titmouse terminó la producción de la serie, dejándola en una pausa con solo ocho episodios y quince cortos restantes en producción, para que Hasbro encuentre otro estudio para hacer la animación.
Después de la primera pausa, Boulder Media anunció que Hanazuki se renovó para la tercera temporada que usa animación CGI utilizando Autodesk Maya.
Durante el día del inversor de Hasbro, el 3 de agosto de 2017, se anunció que una función animada CGI basada en la serie estaba en las primeras etapas de desarrollo, que será lanzada por Paramount Animation y Boulder Media.